# Hispano-Suiza
A Hispano-Suiza (spanyol nyelven spanyol-svájci) kezdetben spanyol autómárka, később francia repülőgép-alkatrész gyártó.

## A spanyol cég története
1898-ban Emilo de la Cuadra spanyol tüzértiszt Barcelonában megalapította a La Cuadra nevű autógyárat. A cég néhány év múlva tönkrement; utódjaként 1904-ben Damià Mateu és Mark Birkigt létrehozták a La Hispano-Suiza Fábrica de Automóviles. Az elnevezés az alapítók állampolgárságára (spanyol illetve svájci) utal. 1911-ben Franciaországban leányvállalatot alapítottak Hispano France néven.
Az első világháború alatt repülőgépmotorokat gyártottak, majd visszatértek az autógyártáshoz, többek között luxusautókat, autóbuszokat, és tehergépkocsikat készítettek. A második világháború a spanyolországi részleg megszűnését vonta maga után. 

Hispano-Suiza (spanyol cég) (Spanyolország; 1904 – 1944)
S. A. Hispano – Suiza, Barcelona
Bár a Hispano-Suiza elsősorban francia típusként  vált  ismertté, eredete részben spanyol volt. ( A típusnév spanyol kifejezés, magyar jelentése: „spanyol – svájci”). Marc Birkigt svájci származású mérnök tervezte a típus elődjét, a Castro-t, 1901 és 1904 között. Az első Hispano-Suiza  modell valójában egy „átkeresztelt” 14,7 kW-os (20 DIN-LE) Castro volt. 1906-ban párosával öntött, négyhengeres, 3,8 l ill. 7,4 l lökettérfogatú motorral ellátott modellek készültek, majd 1907-ben két nagyméretű hathengeres modell. A rendkívül drága és elegáns autókból a spanyol király, XIII. Alfonz (Alfonso XIII.) is vásárolt. 1912-ben az egyik modell az ő nevét viselte. Közben egy sportos voiturette nyerte az 1910. évi francia Coupe de l’Auto versenyt. 1911 után  Franciaországban is megindult a Hispano-Suiza  gyártása és ez némiképpen elhomályosította a spanyol cég hírnevét, mivel 1919-ben forgalomba hozta a H6B jelű modellt. A H6B alvázát a spanyol cég is felhasználta. Az első világháború előtt kifejlesztett két négyhengeres modellt 1924-ig gyártották. 1932 és 1943 között a cég számos nagysikerű, elegáns hathengeres modellt állított elő.

## A franciaországi cég története
Hispano-Suiza (francia cég)
(F; Franciaország; 1911 – 1938)
Société Française Hispano –Suiza, Levallois-Perret, Seine, 1911 -1914
A spanyol Hispano-Suiza cég egy összeszerelő üzemet létesített Franciaországban, hogy eleget tehessen előkelő francia vásárlói igényeinek. A francia cég azonban hamarosan önálló fejlesztés eredményeként egy klasszikussá vált modellt hozott létre, az 1919. évi 32CV H6B jelűt, könnyűfém ötvözetből készült, felülvezérelt (OHC) 6597 cm³-es motorral, 3000 1/min fordulatszámon 100 kW (135 DIN-LE) motor-teljesítménnyel. A modellnek számos haladó vonása volt, pl. szervo-rásegítéses fékek. A következő években a cég „egymodelles” politikát folytatott, a „H6C Sport „ csak 1924-ben jelent meg. Ezt a két modellt még 1929-ben is gyártották. 1924 –1927 között az utóbbi modellt a Škoda is gyártotta, licencia alapján. 1931-ban a cég átvette a Ballot céget és a továbbiakban annak alvázait használta fel,
a hathengeres 4850 cm³-es Junior modellhez. 1931-ben újabb  nevezetes modell következett, a 9425 cm³-es, V-12 hengeres Type 68, amelynek lökettérfogatát 11310 cm³-re (!) növelték. A Junior modellt 1934-ben a hathengeres K6 jelű modell követte 4,9 l-es motorral.  A K6-ot a cég 1938-ig gyártotta. Volt ugyan egy elsőkerék hajtású  prototípus, V-8 hengeres amerikai Ford motorral -  ennek megvalósítására azonban a nagyhírű cégnek már nem volt ereje.
A franciaországi cég repülőgép-alkatrészek és fegyverek gyártására állt át, majd 1968-ban beleolvadt a SNECMA cégbe, amely a SARFRAN cég része volt.

## Újraindulási kísérletek
Mivel a Hispano-Suiza védjeggyel kapcsolatos jogokat a SAFRAN cég értékesítette, több kísérlet is történt a 21. század elején a jóhírű márkanév feltámasztására. Legutóbb 2019-ben mutatták be a genfi autószalonon a Hispano-Suiza Carmen nevű luxusmodellt. 

## Galéria

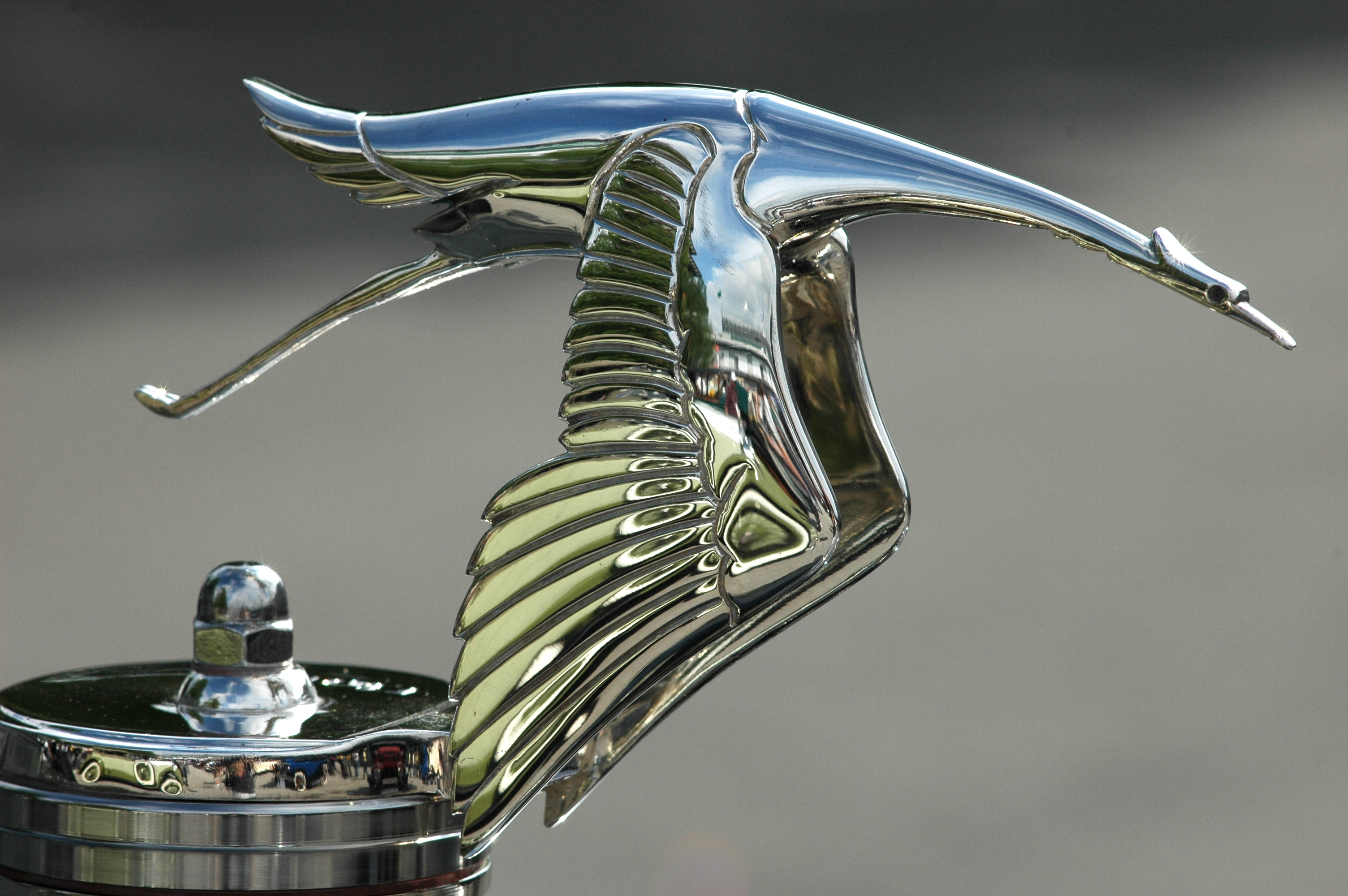
Hűtőmaszk
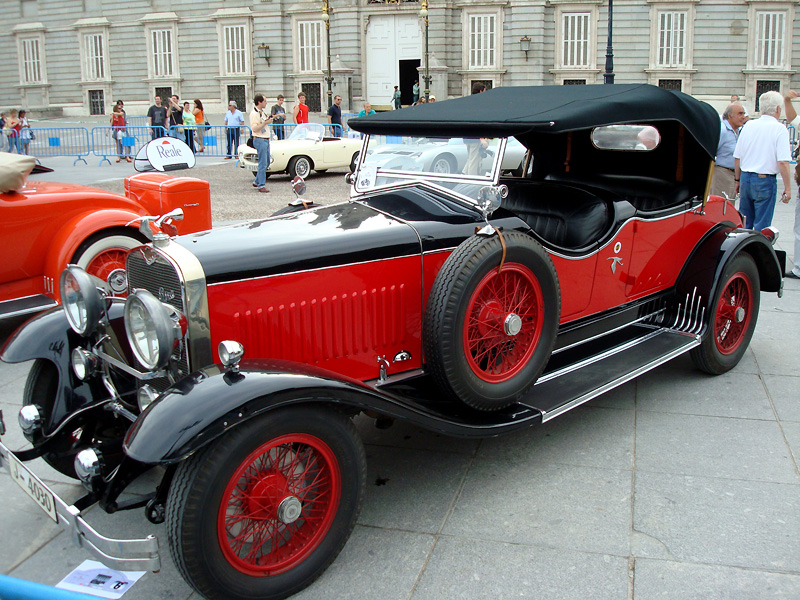
Hispano-Suiza H6, 1929
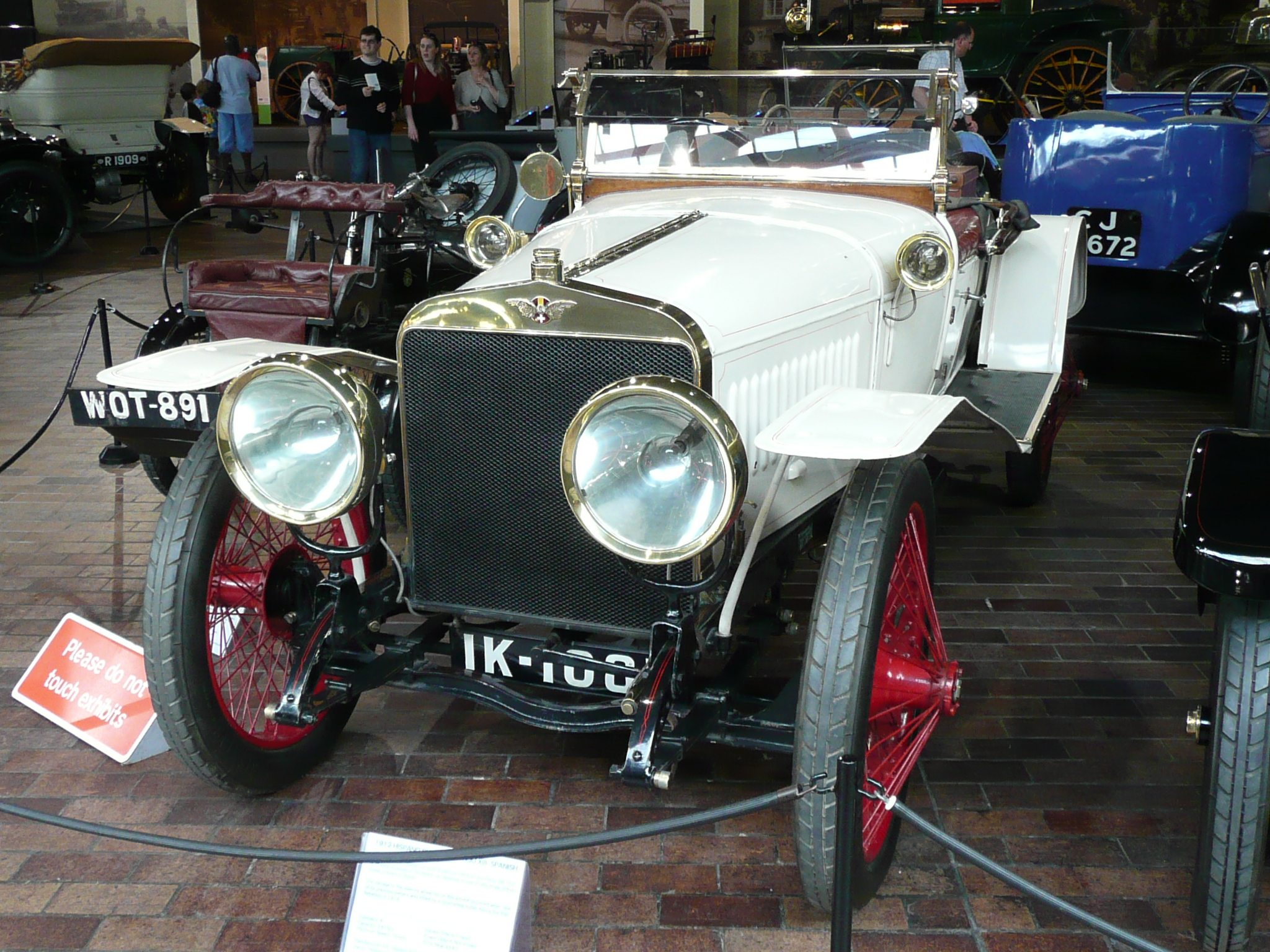
Hispano-Suiza Alfonso XIII (spanyol), 1912
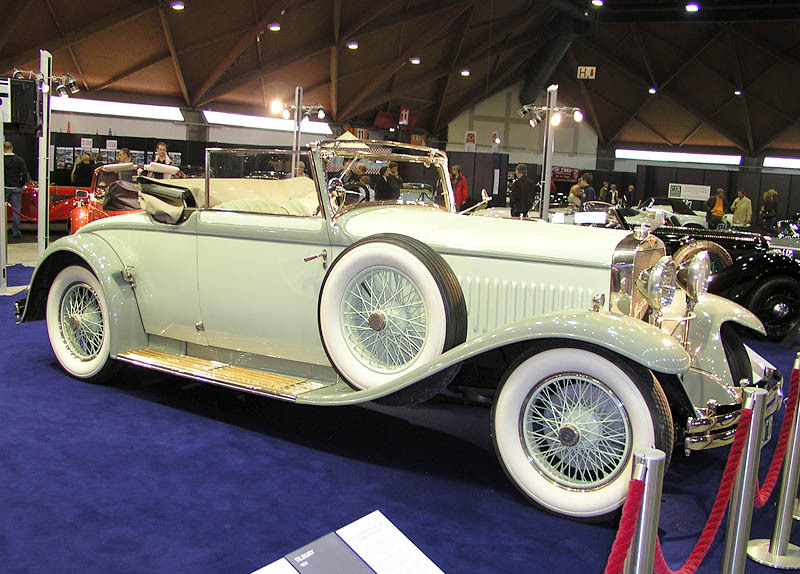
Hispano-Suiza T49 (spanyol), 1929
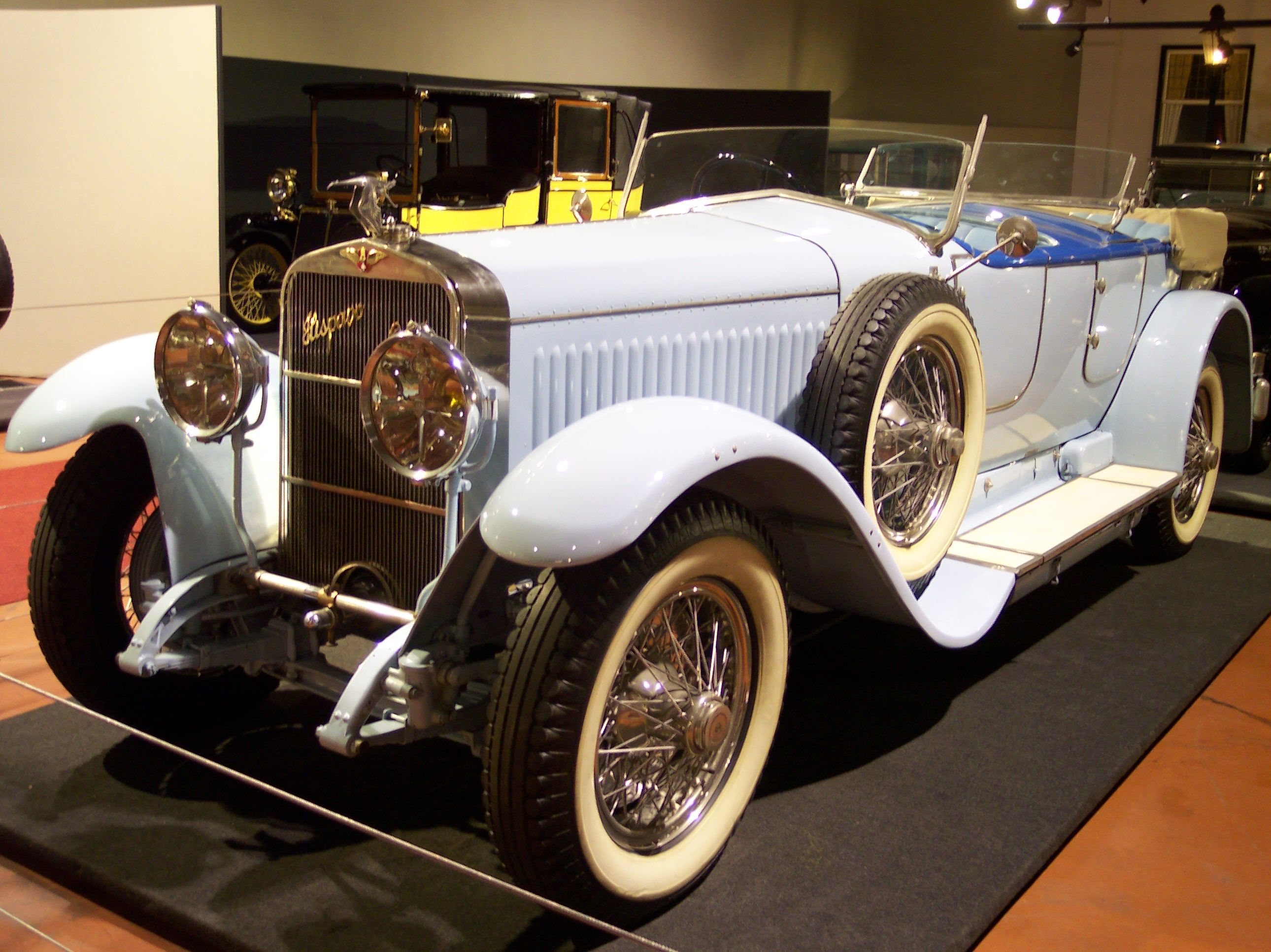
Hispano-Suiza H6B Million-Guiet Dual-Cowl Phæton (francia), 1934
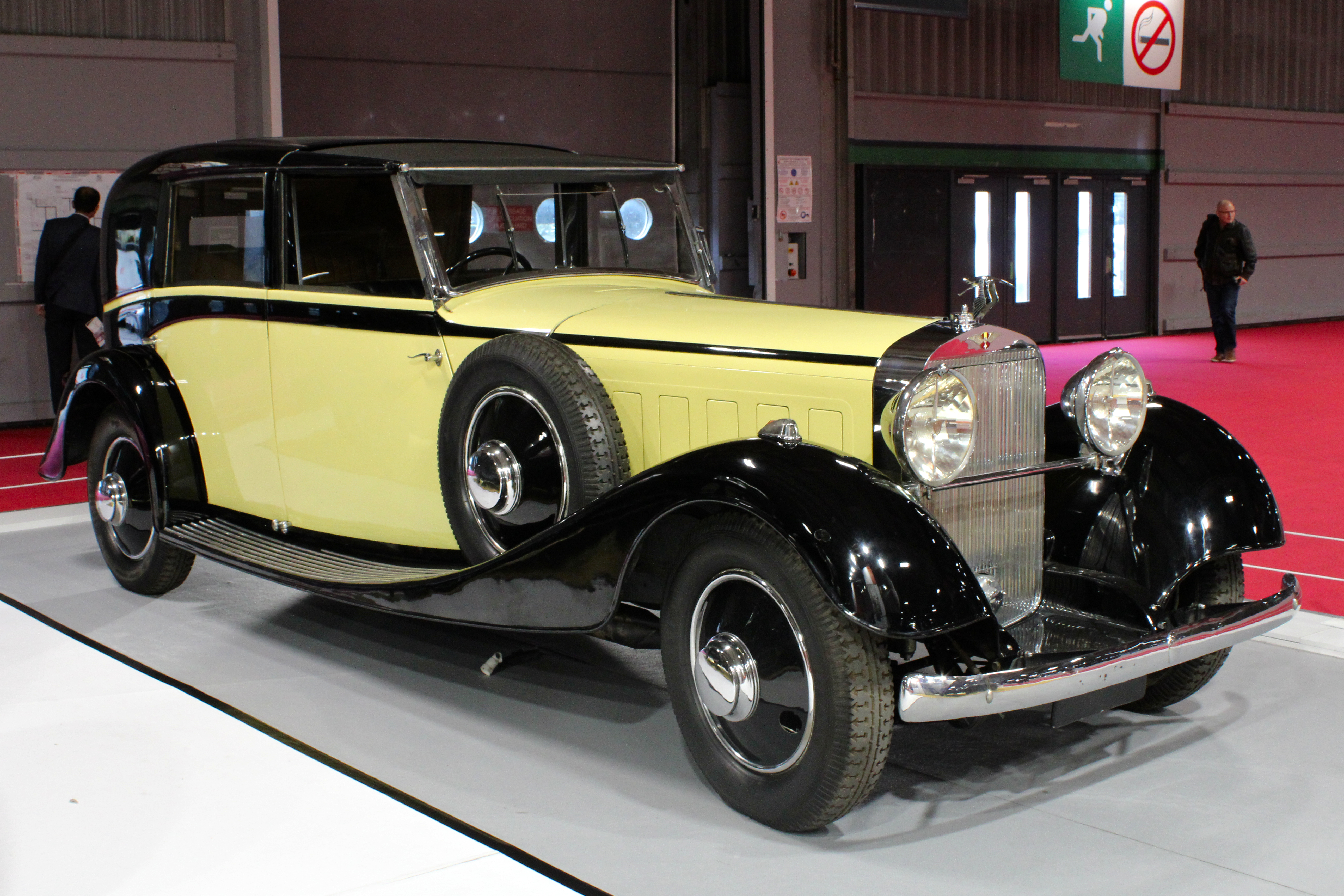
Hispano-Suiza J12 (francia), 1936
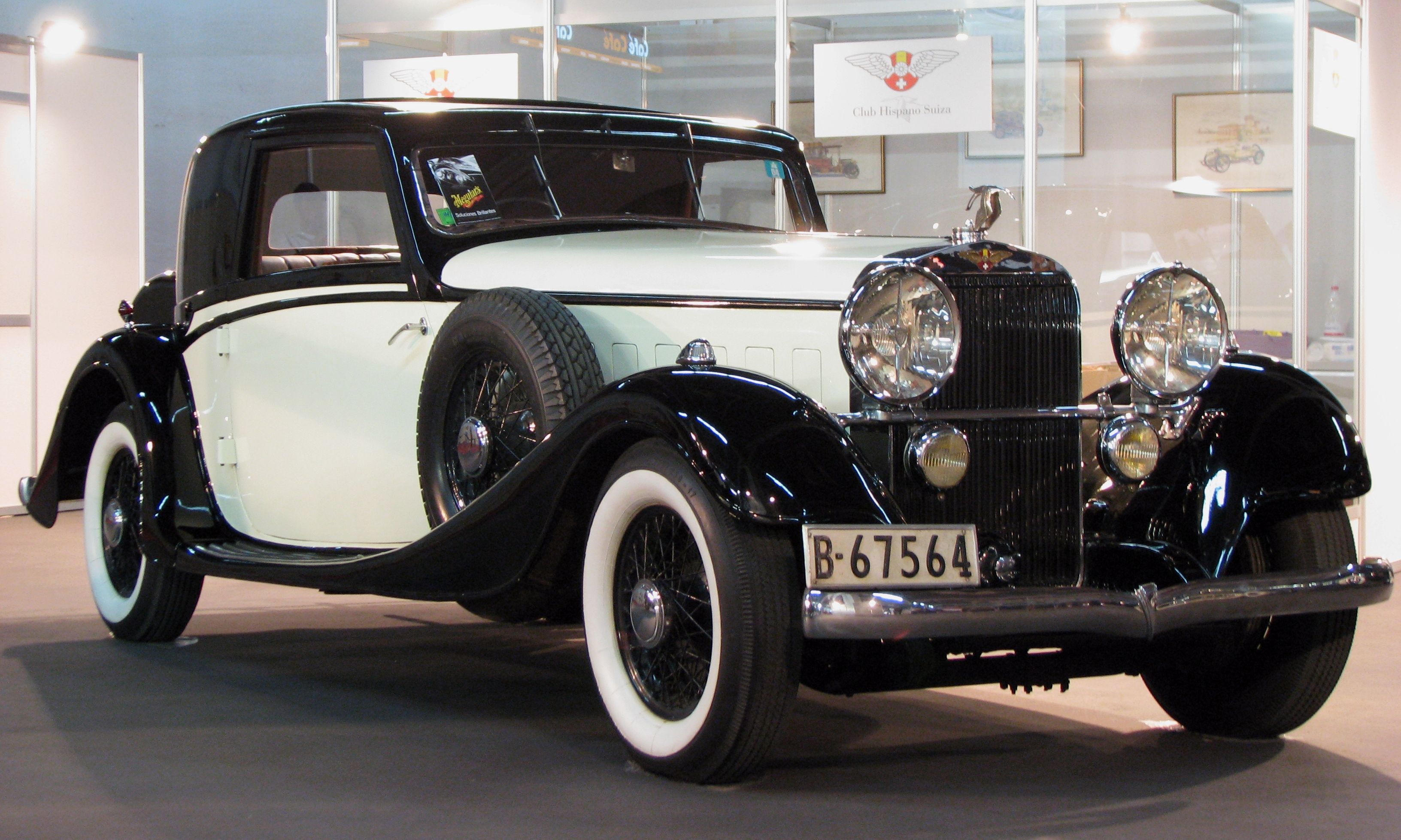
Hispano-Suiza K6 (francia)
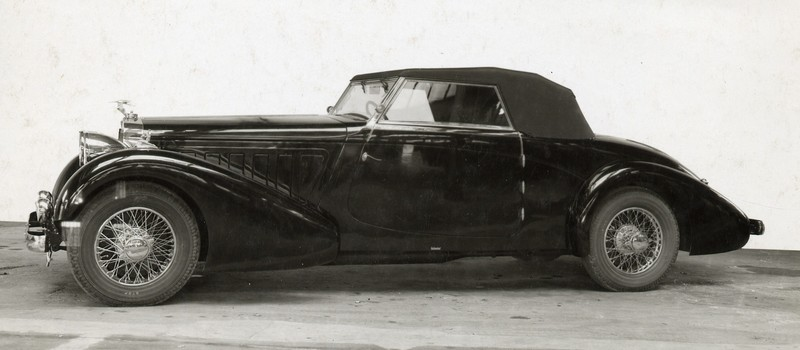
Hispano-Suiza Pourtout (francia), 1936
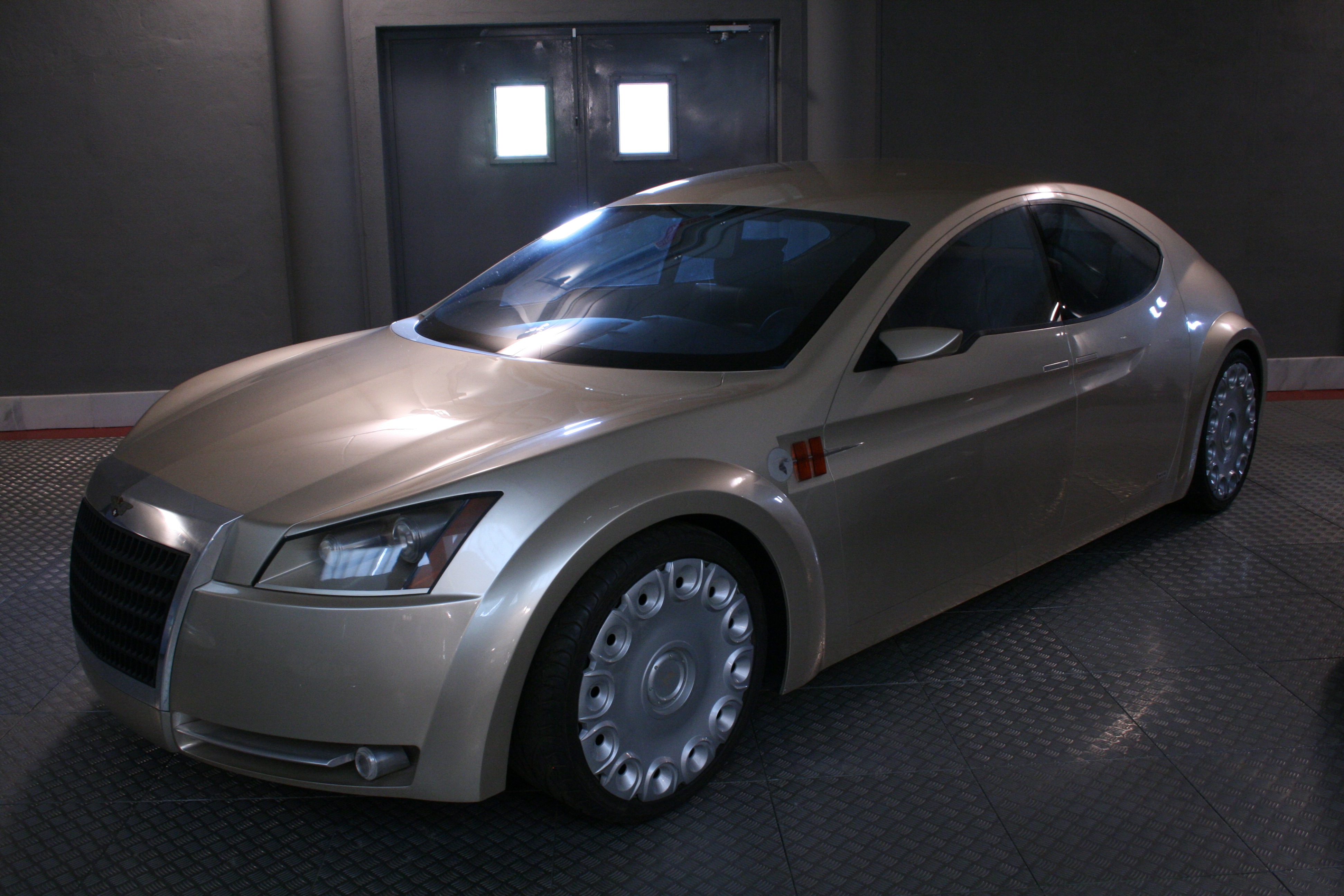
Hispano-Suiza K8, 2001
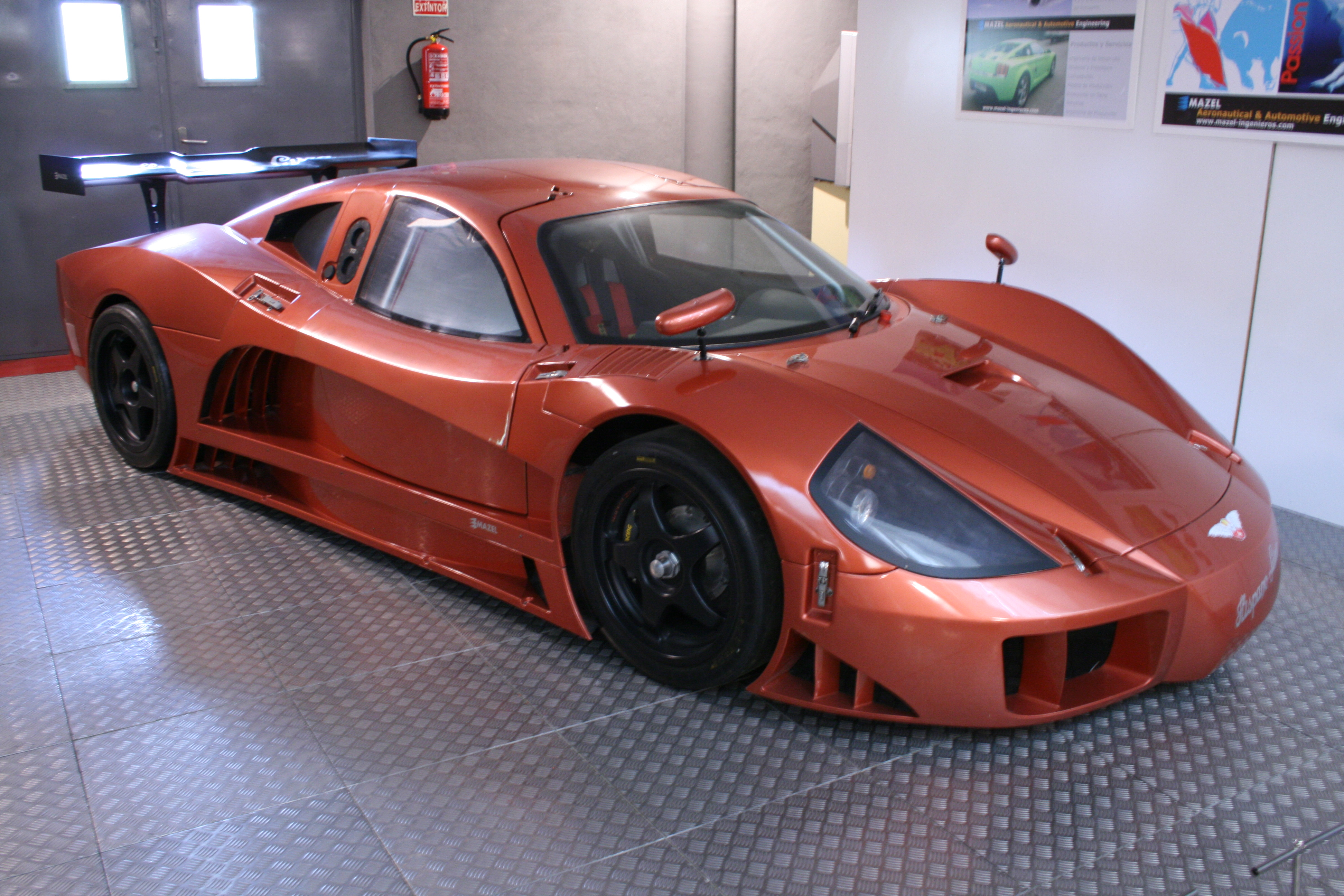
Hispano-Suiza HS21 GTS, 2002
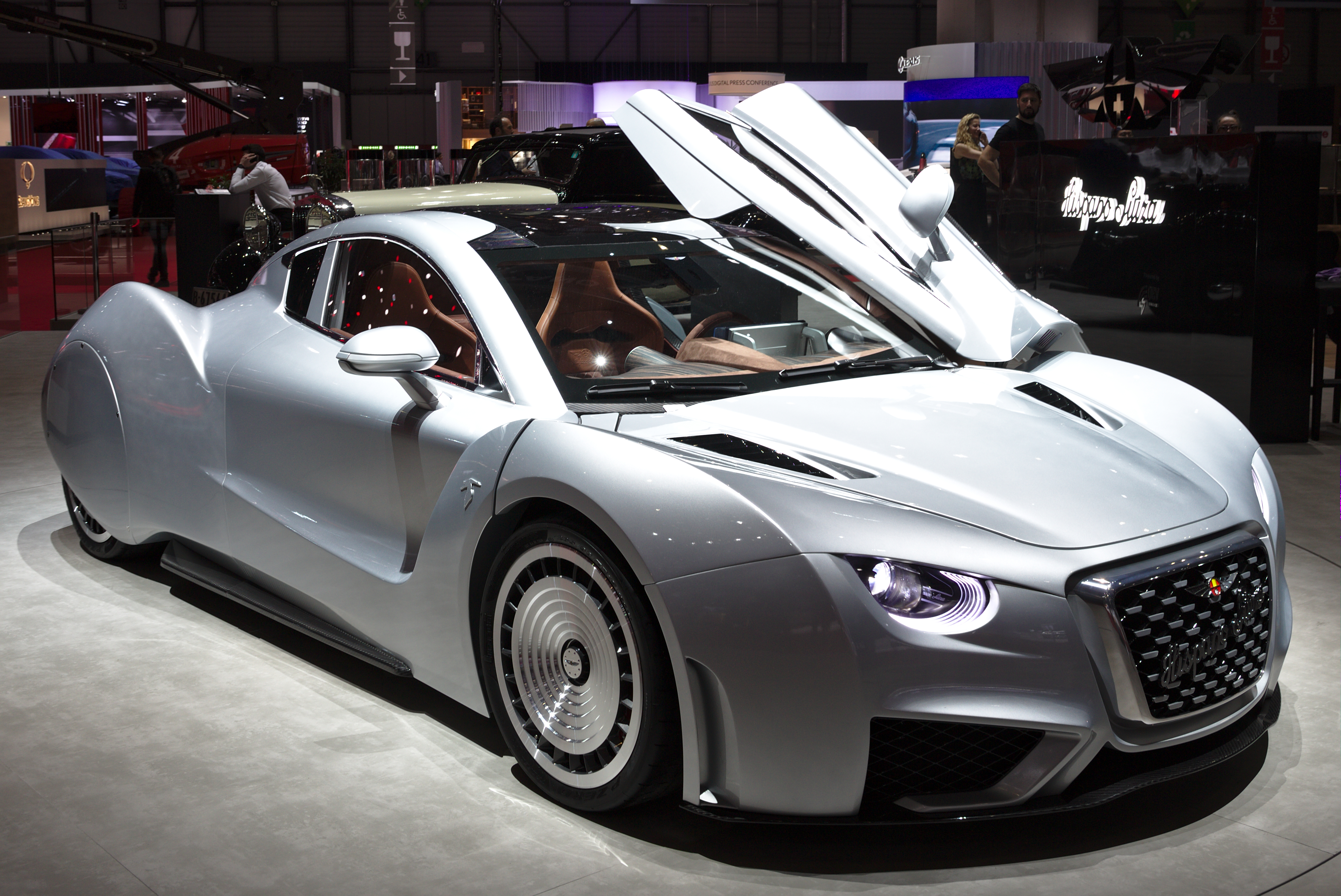
Hispano-Suiza Carmen, 2019